# Rasem Baban

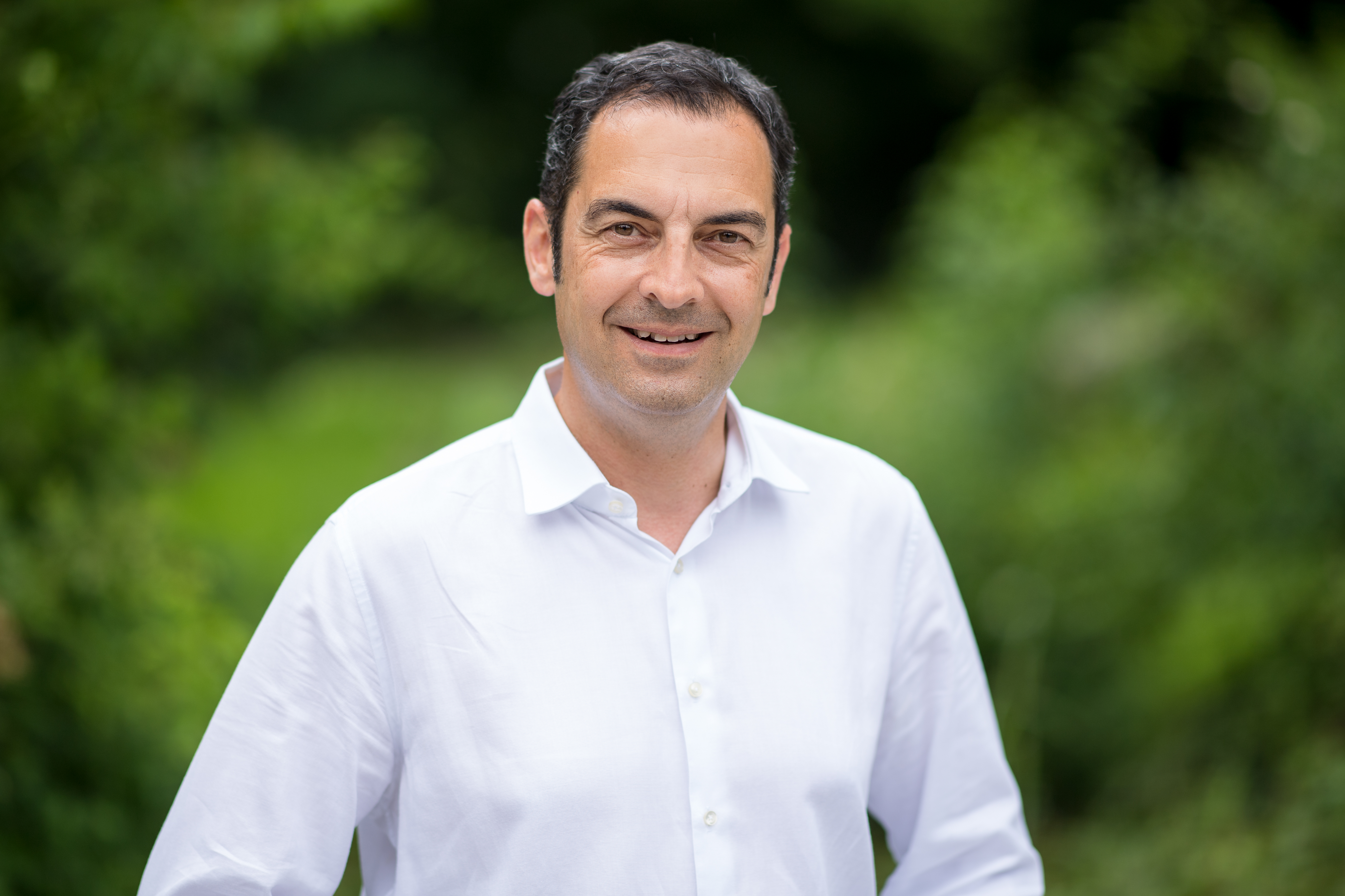
Rasem Baban (2018)

Rasem Baban (* 21. April 1966 in Mannheim) ist ein deutscher Architekt und Zoodirektor. Seit August 2014 ist er Direktor und alleiniger Vorstand der Münchner Tierpark Hellabrunn AG. Von 2002 bis 2014 war er zunächst Technischer Leiter und ab 2005 Prokurist und stellvertretender Direktor des Zoologischen Gartens Leipzig.

## Leben
Rasem Baban studierte von 1989 bis 1994 Architektur an der University of applied sciences Trier. Er arbeitete zunächst als Architekt und Projektleiter in der Bauwirtschaft, bevor er 2000 zur Wirtschaftsprüfungs- und Unternehmensberatungsgesellschafft KPMG Deutschland wechselte, wo er bis 2002 als Senior Executive Architect tätig war.
Von 2002 bis 2014 arbeitete Baban zunächst als technischer Leiter und später als Prokurist und stellvertretender Direktor im Zoologischen Garten Leipzig. Dort war er unter anderem als Projektleiter für den Bau des Gondwanalands verantwortlich, das 2011 eröffnet wurde und die größte Tropenhalle Europas ist.
Im August 2014 wechselte Baban als Direktor und alleiniger Vorstand in den Münchner Tierpark Hellabrunn. Seine Projekte stehen unter dem angekündigten Konzept eines „Geozoos der Biodiversität“. Im März 2016 wurde ein neuer Masterplan für den Aus- und Umbau des Zoos in den nächsten 20 bis 25 Jahren vorgestellt und vom Aufsichtsrat verabschiedet. Der Masterplan rückt das ursprüngliche Konzept des Geozoos wieder in den Vordergrund und verbindet dies mit einem Bildungsauftrag zur Darstellung und Erläuterung der globalen Biodiversität. Weiterhin rückt der Artenschutz bedrohter Tierarten in der zukünftigen Tierzusammenstellung und Tierhaltung in einen wissenschaftlichen Fokus.
So wurde seit Babans Amtseintritt und im Zuge des neuen Masterplans der zweite Bauabschnitt der Polarwelt und damit die erste Geozone vollständig fertig gestellt. Ein weiterer Schritt zur Umsetzung des neuen Bildungsauftrags ist das „Mühlendorf“, wichtigster Teil der Geozone Europa. Der erste Teil mit einem neuartigen in-situ-Artenschutzprojekt zur Erhaltung heimischer bedrohter Fischarten wurde im Sommer 2018 eröffnet, der zweite Teil des Projekts mit Deutschlands größter Zooschule ist im Sommer 2019 fertiggestellt worden. Neben dem Mühlendorf und der Fertigstellung des nach historischen Plänen rekonstruierten Elefantenhauses und der Elefanten-Außenanlage im Herbst 2016 wurden diverse weitere Gebäude und Anlagen renoviert und instand gesetzt, wie zum Beispiel der neue Tao-Garten am Schildkrötenhaus, die Innen- und Außenanlagen für Primaten, das neue Artenschutzzentrum als zentraler Ort zur Wissensvermittlung und die Großvoliere. Neueröffnung der Löwenanlage im Mai 2022, Eröffnung der neuen Wolfsanlage im Juli 2022 und Neubau der Flamingovoliere im April 2022 sind weitere erfolgreich abgeschlossene Projekte im Rahmen des Masterplans. Weiterhin wurden im Zuge der Neuausrichtung hin zu einem wissenschaftlichen Artenschutz weniger bedrohte Tierarten zugunsten bedrohter Arten ersetzt oder infolge besserer Haltungsbedingungen mit anderen zoologischen Einrichtungen getauscht. Aktuell wird die Dschungelwelt vollständig saniert und umgebaut (Eröffnung im Sommer 2024 geplant) und die Haustechnik bei den Pinguinen vollständig erneuert und modernisiert (Fertigstellung für Dezember 2023 geplant).
Seit dem Sommersemester 2018 hat Baban einen Lehrauftrag an der Tierärztlichen Fakultät der Ludwig-Maximilians-Universität München (LMU). Dort lehrt er in dem Wahlpflichtfach „Zoomanagement und Zooplanung“. Am 22. Juli 2023 wurde Rasem Baban die Ehrendoktorwürde Dr. med. vet. h. c. der Veterinärmedizinischen Fakultät der Ludwig-Maximilians-Universität München verliehen.
Rasem Baban ist verheiratet und hat drei Kinder.

## Mitgliedschaften
- Chair of Board Species 360 (Internationale Wissenschaftsplattform:  Species Information System for Wildlife, Animal Welfare and Conservation)
- Architektenkammer Bayern

## Internationale Fachvorträge (Auswahl)
- Charkiv School of Architecture, Ukraine, Januar 2020; Seminar: Masterplanning for Zoos and Aquariums for the Cherkassy Zoo, Ukraine
- Rachel Carson Center for Environment and Society, November 2017; Vortrag: The meaning of biodiversity in zoos
- EZG International Conference 2011, Arnhem, Niederlande Mai 2011; Vortrag: Landscaping, horticulturing, construction and managing of giant tropic hall
- Annual Meeting of the GV-SOLAS 2011, Dresden, Germany, September 2011, Keynote Speaker;Speech: The giant tropic hall Gondwanaland – From vision to reality
- European Zoo-Horticulture Conference, Zürich, Schweiz Mai 2007; Vortrag: The new multifunctional soil of the Africa Savannah. New water preparation with Zeolith/EM-filtration
- International Symposium on Construction and Maintenance, Zürich, Schweiz, November 2004; Vortrag: Management of construction and planning processes in zoos/theme parks